# Texturerat garn
Texturerat garn är ett krusat syntetiskt filamentgarn. Garnet har stretchegenskaper och fyllighet. Exempel på textuerade garner är Agilon, Crimplene, Crinkle, Elasta, Helanca, Milpa, Miralon, Spinlon, Taslan, Textralized och Tycora.